# Hrabstwo Peterborough
Hrabstwo Peterborough (ang. Peterborough County) – jednostka administracyjna kanadyjskiej prowincji Ontario leżąca w południowym Ontario.
Hrabstwo tworzą następujące gminy:
- Asphodel-Norwood
- Cavan-Monaghan
- Douro-Dummer
- Galway-Cavendish and Harvey
- Havelock-Belmont-Methuen
- North Kawartha
- Otonabee-South Monaghan
- Smith-Ennismore-Lakefield

Miasto Peterborough, pomimo że leży w granicach hrabstwa, jest od niego administracyjnie odrębne.